# Стріхарський Андрій Петрович
Андрій Петрович Стріхарський (нар. 4 серпня 1981, м. Олександрія, Кіровоградська область) — український підприємець та політик. Голова наглядової ради девелоперської компанії «Status Group» до липня 2019 року. Із 29 серпня 2019 року народний депутат України 9-го скликання від партії «Слуга народу». Віцепрезидент Федерації боксу України.

## Життєпис
Виховувався у родині вчителів, мати вчителька української мови та літератури. З дитинства займався спортом, має розряд кандидата у майстри спорту з боксу.
Закінчив Київський національний університет будівництва і архітектури (спеціальність «Промислове і цивільне будівництво»).
З 2005 року до липня 2019 року — директор девелоперської компанії «Status Group» та голова наглядової ради групи компаній «Status Group». Компанія займається будівництвом житлової та комерційної нерухомості.

### Політична діяльність
У 2014 році балотувався до Київської міської ради 7 скликання по 27 округу як безпартійний самовисуванець.
Народний депутат України від партії «Слуга народу» на парламентських виборах у 2019 році (виборчий округ № 196).
Член Комітету Верховної Ради з питань організації державної влади, місцевого самоврядування, регіонального розвитку та містобудування.
Член Тимчасової слідчої комісії Верховної Ради України з питань розслідування фактів корупції в органах державного архітектурно-будівельного контролю та нагляду.
З вересня 2020 року входить до складу Міжвідомчої робочої групи з питань сприяння постраждалим інвесторам у добудові об'єктів незавершеного житлового будівництва.
Проживає у місті Київ.

### Особисте життя
Має сина.